# Lambayong
Lambayong (Bayan ng Lambayong) är en kommun i Filippinerna. Kommunen ligger på ön Mindanao, och tillhör provinsen Sultan Kudarat. Folkmängden uppgår till 51 192 invånare.

## Barangayer
Lambayong är indelat i 26 barangayer.
| - Caridad (Cuyapon) - Didtaras - Gansing (Bilumen) - Kabulakan - Kapingkong - Katitisan - Lagao - Lilit - Madanding - Maligaya - Mamali - Matiompong - Midtapok | - New Cebu - Palumbi - Pidtiguian - Pimbalayan - Pinguiaman - Poblacion (Lambayong) - Sadsalan - Seneben - Sigayan - Tambak - Tinumigues - Tumiao (Tinaga) - Udtong |